# Bruille-lez-Marchiennes
Bruille-lez-Marchiennes (Aussprache [bʁɥij lɛ maʁʃjˈɛn]) ist eine französische Gemeinde mit 1345 Einwohnern (Stand: 1. Januar 2022) im Département Nord in der Region Hauts-de-France. Sie gehört zum Arrondissement Douai und ist Mitglied im Gemeindeverband Communauté d’agglomération Cœur d’Ostrevent. Die Einwohner werden Bruillois und Bruilloises genannt.

## Geographie
Bruille-lez-Marchiennes liegt etwa elf Kilometer östlich von Douai und 22 Kilometer westlich von Valenciennes. Umgeben wird Bruille-lez-Marchiennes von den Nachbargemeinden Pecquencourt im Nordwesten und Norden, Rieulay im Norden und Nordosten, Somain im Osten, Aniche im Süden, Auberchicourt im Südwesten sowie Écaillon im Westen. Unmittelbar nordöstlich von Bruille-lez-Marchiennes verläuft die Autoroute A21.

## Bevölkerungsentwicklung
| Jahr                       | 1962 | 1968 | 1975 | 1982 | 1990 | 1999 | 2006 | 2013 | 2020 |
| Einwohner                  | 1067 | 1092 | 1034 | 1041 | 1129 | 1213 | 1302 | 1322 | 1354 |
| Quellen: Cassini und INSEE |      |      |      |      |      |      |      |      |      |

## Sehenswürdigkeiten
- Kirche Saint-Samson
- Wallburg aus dem 12. Jahrhundert
- Gutshof Le Muid aus der Merowingerzeit

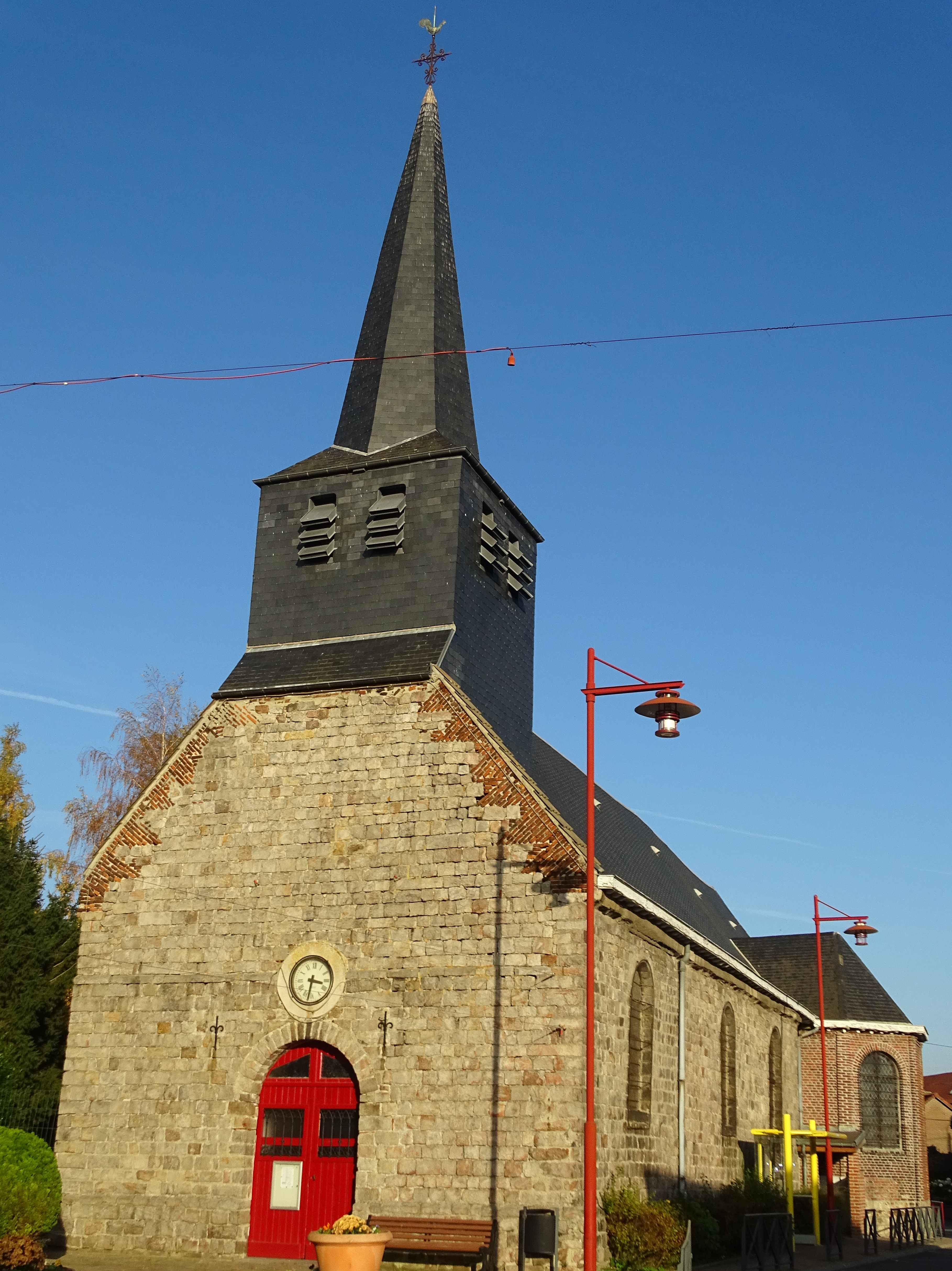
Kirche Saint-Samson
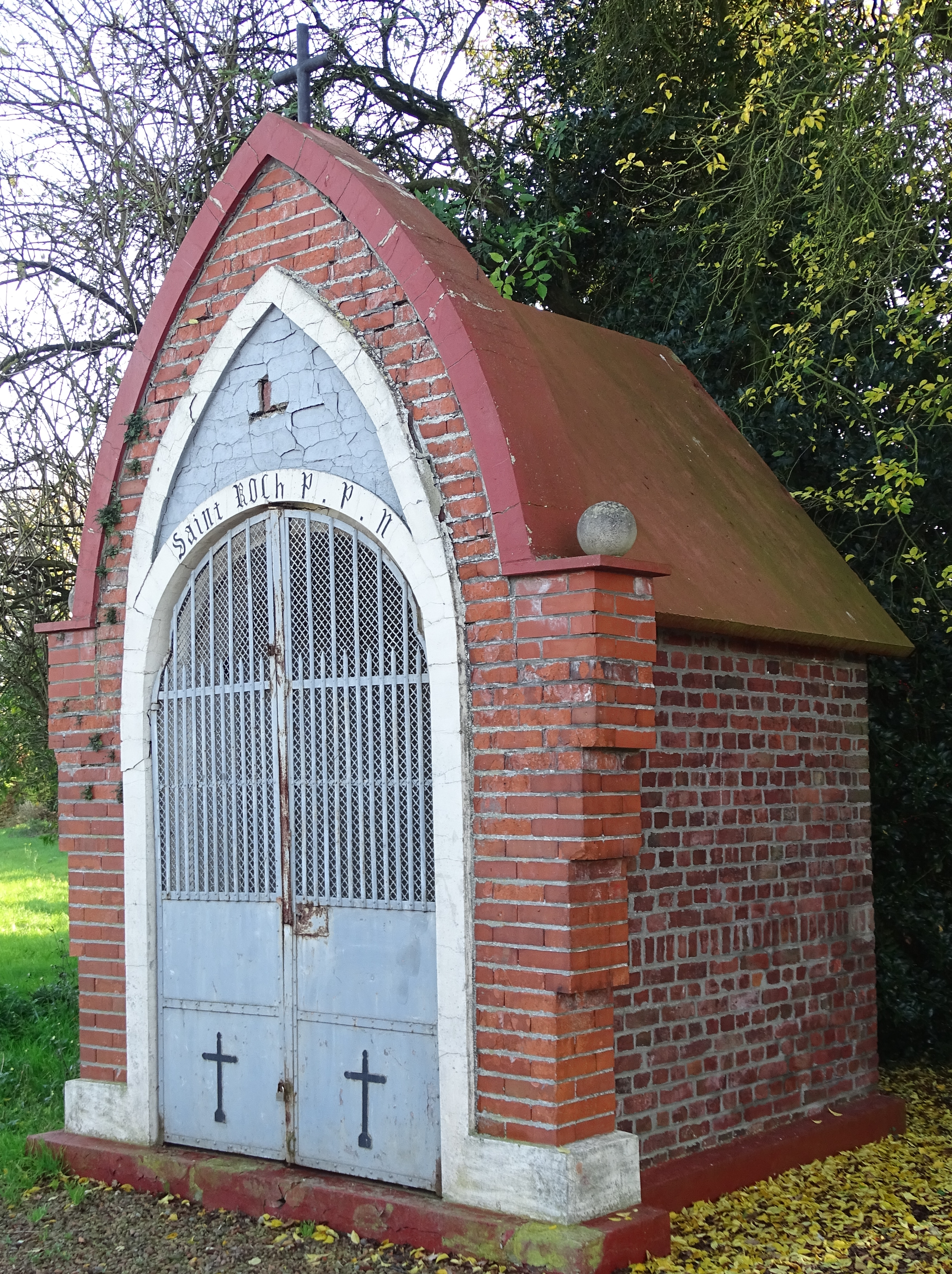
Oratorium Saint-Roch

## Persönlichkeiten
- Georges Staquet (1932–2011), Schauspieler, Künstlername: Jules Lehingue